# 新斯韦特 (克里米亚)
新斯韦特（羅馬化：Novyy Svet），又按乌克兰语名译为新斯維特（羅馬化：Novyi Svit），法理上是乌克兰克里米亚自治共和国費奧多西亞區的镇，但事实上為俄罗斯克里米亞共和國苏达克市议会下辖的市级镇。2014年，該鎮的人口為1117人。
該鎮為生產气泡酒而聞名。19世紀末，當地王子開始在鎮內生產香槟酒。該鎮也是著名的度假勝地之一，風景優美，有不少的蘇聯電影都在這裡拍攝。鎮內有海灘、幾家度假酒店、杜松林、和一條工廠用來儲存產品的隧道。
該鎮自2014年起因俄羅斯吞併克里米亞而被俄方佔領。

## 畫廊

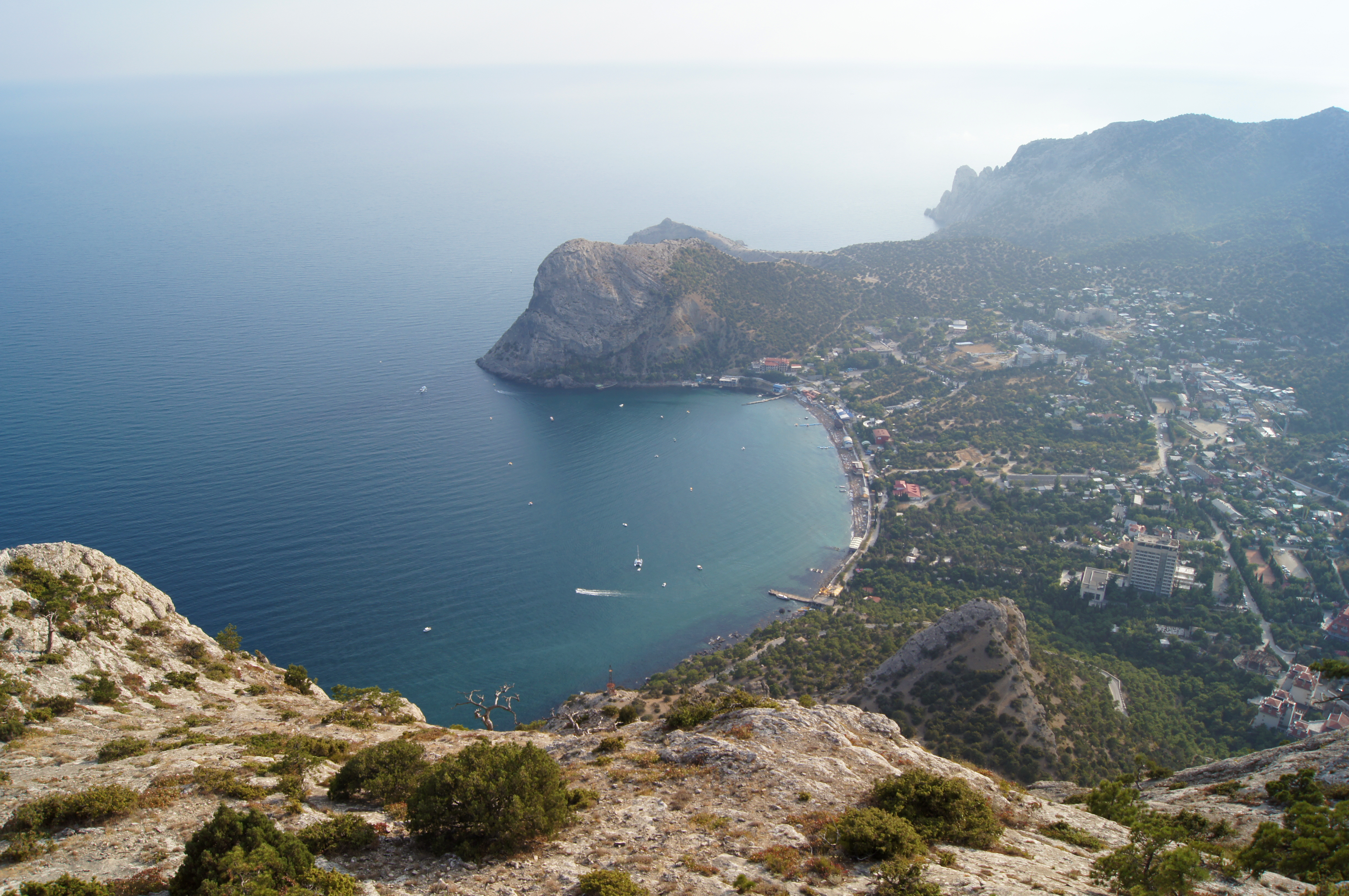
新斯維特的海灣
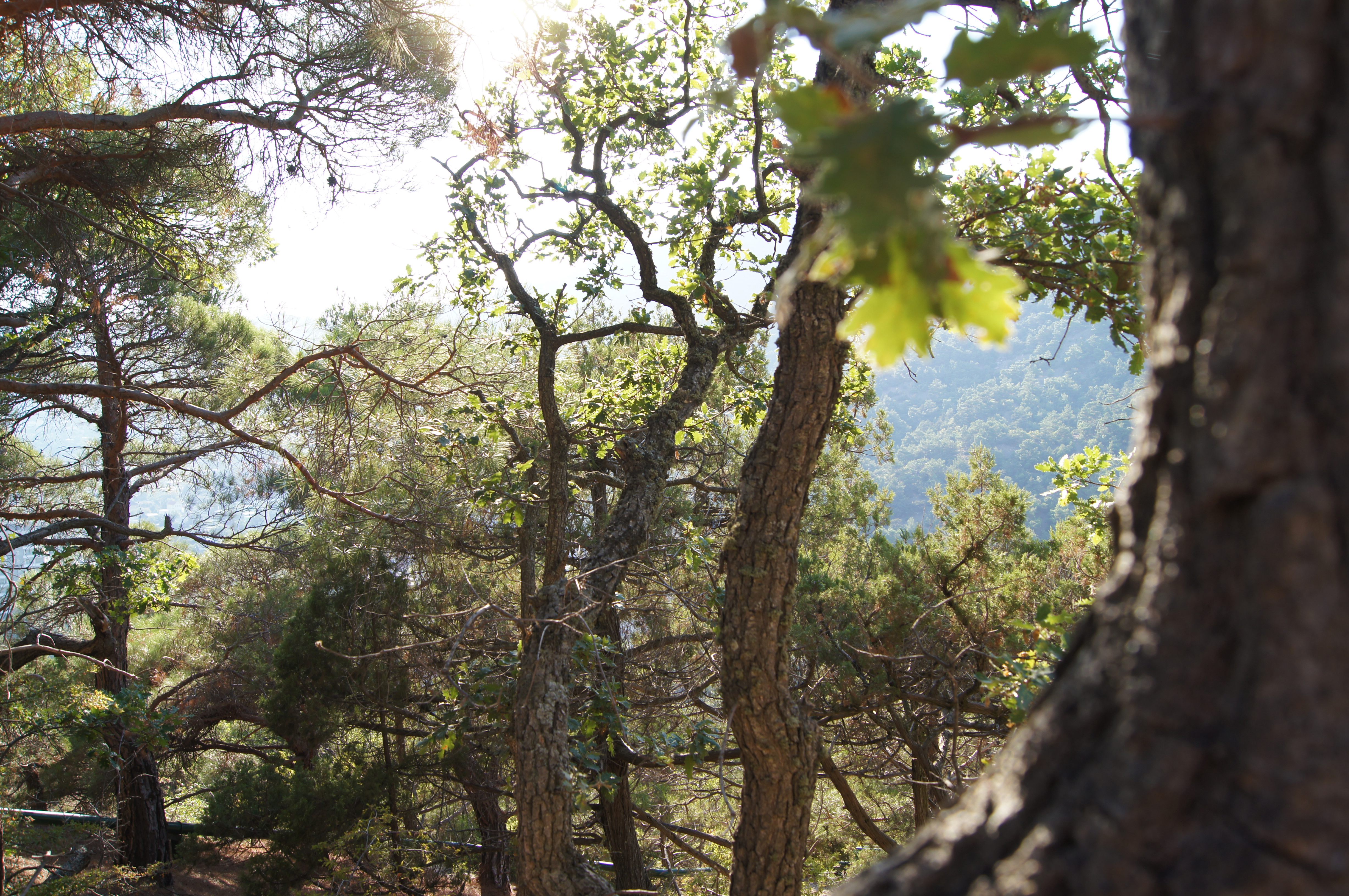
鎮內的杜松林
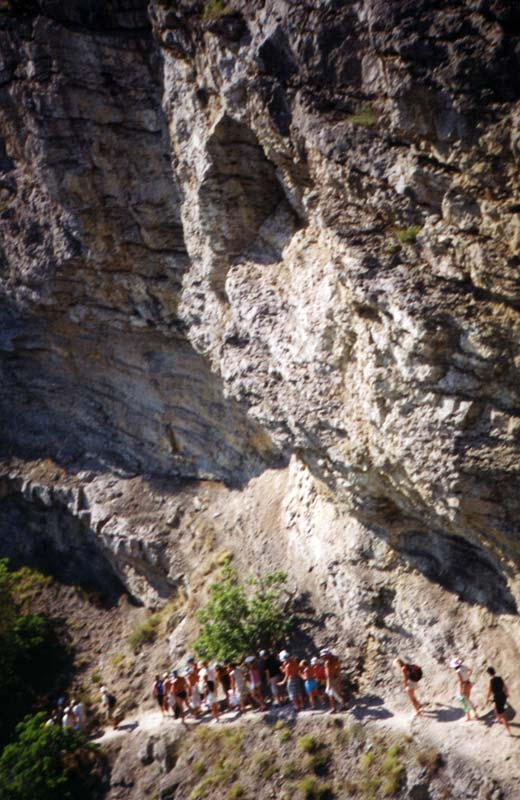
霍利欽斯卡山洞道
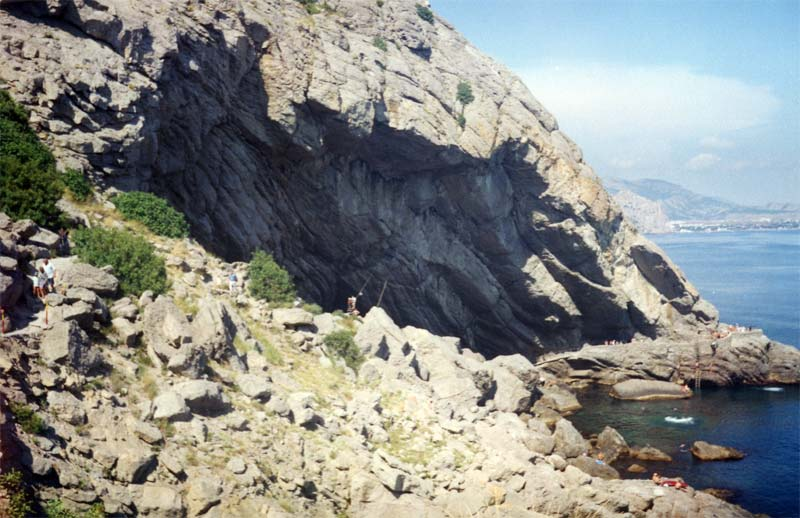
Muzikal'niy山洞
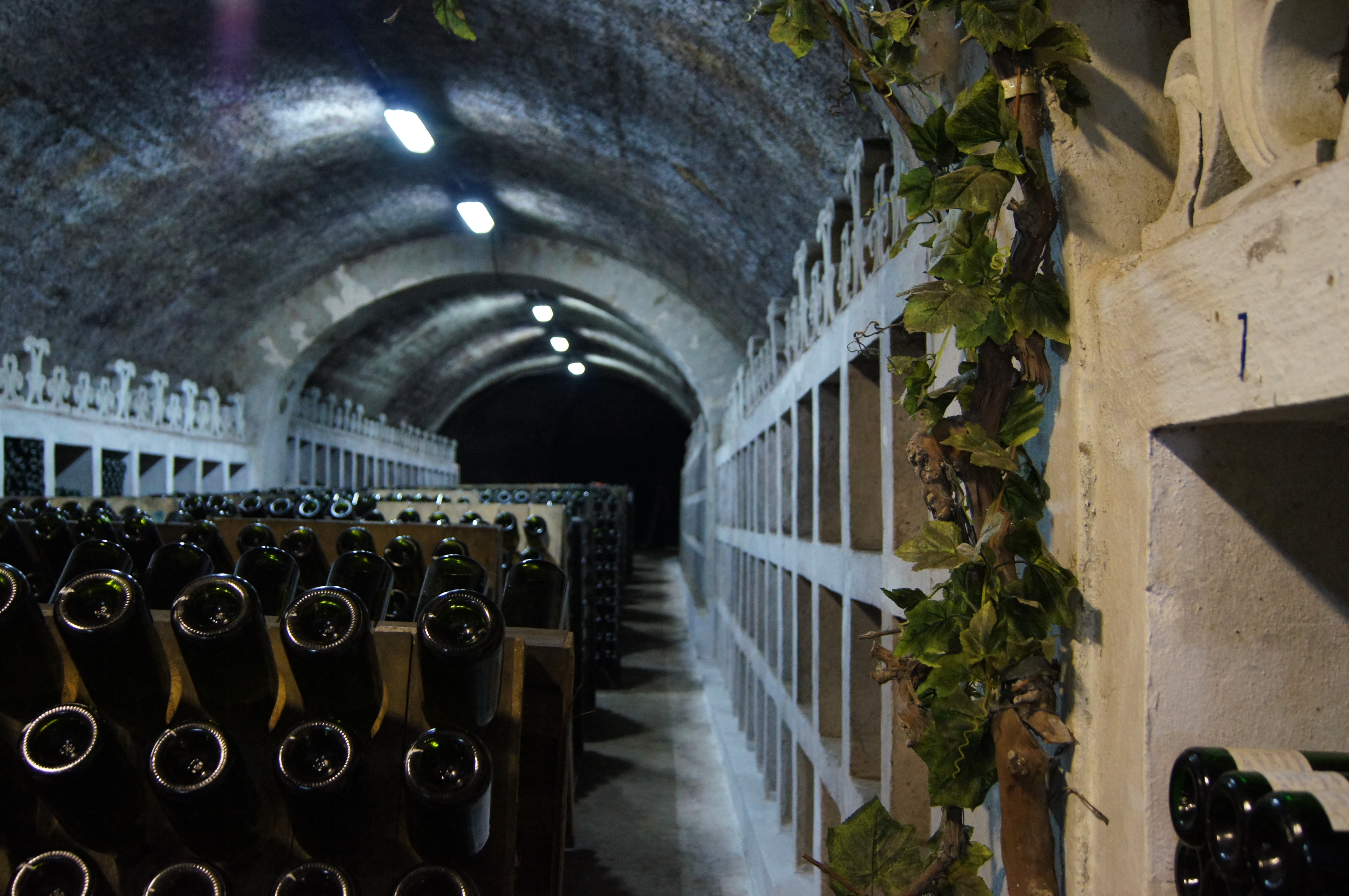
鎮內酒莊的酒窖